# Lord Infamous
Lord Infamous, nome d'arte di Ricky Dunigan (Memphis, 17 novembre 1973 – Memphis, 20 dicembre 2013), è stato un rapper statunitense.
È uno dei fondatori del gruppo rap Three 6 Mafia, che ha lasciato nel 2007. Lord Infamous era considerato dai fan e dalla critica il rapper più cupo del gruppo, le sue rime contenevano messaggi occulti basati sulla violenza, la paura e la  tortura.
È scomparso nel 2013 all'età di 40 anni a seguito di un attacco cardiaco occorsogli mentre si trovava a casa di sua madre.

## Discografia

### Album con i Three 6 Mafia
- 1995 - Mystic Stylez
- 1996 - Chapter 1: The End
- 1997 - Chapter 2: World Domination
- 1999 - CrazyNDaLazDayz
- 2000 - When the Smoke Clears: Sixty 6, Sixty 1
- 2001 - Choices: The Album
- 2003 - Da Unbreakables
- 2005 - Choices II: The Setup

### Altri album
- 1992 - DJ Paul & Lord Infamous: Serial Killaz
- 1993 - Lord of Terror
- 2007 - The Man, The Myth, The Legacy
- 2009 - Blood Money
- 2009 - Helloween EP
- 2009 - DJ Paul: Scale-A-Ton